# Sillon olfactif
Le sillon olfactif ou quatrième sillon frontal est un sillon de la face inférieure du lobe frontal du cerveau. Il parcourt une ligne rectiligne parallèle à la scissure interhémisphérique qui délimite en dedans, le gyrus rectus, et vers l'extérieur, la partie orbitaire du gyrus frontal supérieur.
Ce sillon est comblé par le bulbe olfactif.
|                           |                               |
| Face inférieure du cortex | Sillons de la face inférieure |